# Sacrifice (2005)
Sacrifice (2005) – gala wrestlingu zorganizowana przez amerykańską federację Total Nonstop Action Wrestling (TNA). Odbyła się 14 sierpnia 2005 w Impact Zone w Orlando na Florydzie. Była to pierwsza gala z cyklu Sacrifice oraz ósme gala pay-per-view TNA w 2005.
Karta walk składała się z dziewięciu pojedynków, z czego jedna była finałem turnieju TNA Super X Cup. Dodatkowe starcie odbyło się podczas pre-showu wydarzenia.

## Wyniki walk
Zestawienie zostało oparte na źródłach:
| Nr                                                                   | Wyniki | Stypulacje | Czas  |
| -------------------------------------------------------------------- | --- | --- | ----- |
| 1P                                                                   | Apolo i Sonny Siaki pokonali Jerrelle’a Clarka i Mikey’a Battsa | Tag Team match | 4:25  |
| 2                                                                    | Chris Sabin, Shark Boy i Sonjay Dutt pokonali Elixa Skippera, Simona Diamonda i Davida Younga                                                                            | Six Man Tag Team match | 7:21  |
| 3                                                                    | Alex Shelley pokonał Shockera | Singles match | 8:50  |
| 4                                                                    | Abyss (z Jamesem Mitchellem) pokonał Lance’a Hoyta | Singles match | 9:09  |
| 5                                                                    | 3Live Kru (Konnan i Ron Killings) pokonali Kipa Jamesa i Monty’ego Browna                                                                                                | Tag Team match z B.G. Jamesem jako sędzią specjalnym | 7:45  |
| 6                                                                    | Christopher Daniels pokonał Austina Ariesa | Singles match | 9:35  |
| 7                                                                    | Jerry Lynn pokonał Seana Waltmana | Singles match | 15:31 |
| 8                                                                    | Team Canada (A-1, Bobby Roode, Eric Young i Petey Williams) pokonali America’s Most Wanted (Chris Harris i James Storm) oraz The Naturals (Andy Douglas i Chase Stevens) | Eight Man Tag Team match | 11:11 |
| 9                                                                    | Samoa Joe pokonał A.J. Stylesa | Singles match Finał turnieju TNA Super X Cup | 15:15 |
| 10                                                                   | Jeff Jarrett i Rhino pokonali Ravena i Sabu | Tag Team match Jeśli Jarrett przypiął by Ravena, zdobył by miano pretendenckie do tytułu NWA World Heavyweight Championship Jeśli Raven przypiął by Jarretta, ten nie mógł by walczyć o tytuł mistrzowski przez rok | 16:23 |
| (c) – mistrz/mistrzyni przed walkąP – walka miała miejsce w pre-show | | |       |